# 신촌에서 유턴하다
《신촌에서 유턴하다》는 MBC에서 2002년 12월 13일에 방영된 베스트극장으로, 2002년 MBC 베스트극장 극본 공모 최우수작이다.

## 줄거리
혜주(김여진 분)는 운전 면허시험에 번번이 낙방하고 연습 중에 급기야 사고까지 내면서 지도 선생이 다치게 된다. 운전학원 원장인 경석(김규철 분)은 주식으로 돈을 날리고 아내로부터 이혼소송까지 당한지라 단 한 명의 수강생이라도 놓칠 수 없는 절박한 사정이다. 그래서 미국에서 잠시 들어온 동생 명석(김유석 분)에게 혜주의 운전 교습을 맡긴다. 명석은 자기 주장이 센 혜주와 사사건건 부딪히게 되고, 혜주 역시 선생답지 않게 불친절한 명석이 못마땅하다.
혜주는 약혼자 승찬을 교통사고로 잃고 임신했다는 사실을 알게 되지만 혼자 딸 은실을 낳아 기르고 있다. 어느 날 놀이동산에서 혜주와 명석은 우연히 만나게 되고 각자 데려온 딸 은실과 조카 준민을 각각 조카와 아들로 오해한다. 이후 혜주에게서 강하게 끌린 명석은 한국에 온 목적인 고추장 확보를 핑계 삼아 혜주와 함께 순창으로 여행을 떠난다. 명석은 자신은 미국에서 인체공학을 연구한다며 미국으로 함께 가자고 제안한다. 혜주는 망설이다가 자신의 처지를 솔직하게 말하자 명석을 그 자리를 박차고 나가 버린다. 그러나 절망하고 있는 혜주 앞에 일주일만에 다시 찾아와 명석은 길을 유턴해왔다며 사랑한다고 고백한다.

## 등장 인물

### 주요 인물
- 김여진 : 최혜주 역
- 김유석 : 명석 역

### 그 외 인물
- 사미자 : 혜주의 어머니 역
- 박미선 : 혜주의 언니 역
- 김규철 : 경석 역 - 명석의 형
- 김나운 : 김경희 역
- 최완정
- 하상훈
- 엄기주
- 유진수 : 은실 역 - 혜주의 딸
- 장경준 : 준민 역 - 경석의 아들, 명석의 조카